# Ejército Sardo
El Real Ejército Sardo (comúnmente conocido también como Real ejército Sardo-Piamontés o Ejército de Saboya o sencillamente Ejército Piamontés) fue el ejército  del Ducado de Saboya  y del Reino de Cerdeña, activo desde 1416 hasta el 4 de mayo de 1861, fecha en que pasó a formar parte del Real Ejército Italiano.
Aunque no es una regla, normalmente se usan en italiano los términos, "Esercito Sabaudo" en referencia al periodo en el cual los Saboya ostentaban el título ducal, mientras "Armata Sarda" o "Esercito Sardo" en referencia al momento en el que obtuvieron el título de rey de Cerdeña.

## Historia

### Los orígenes

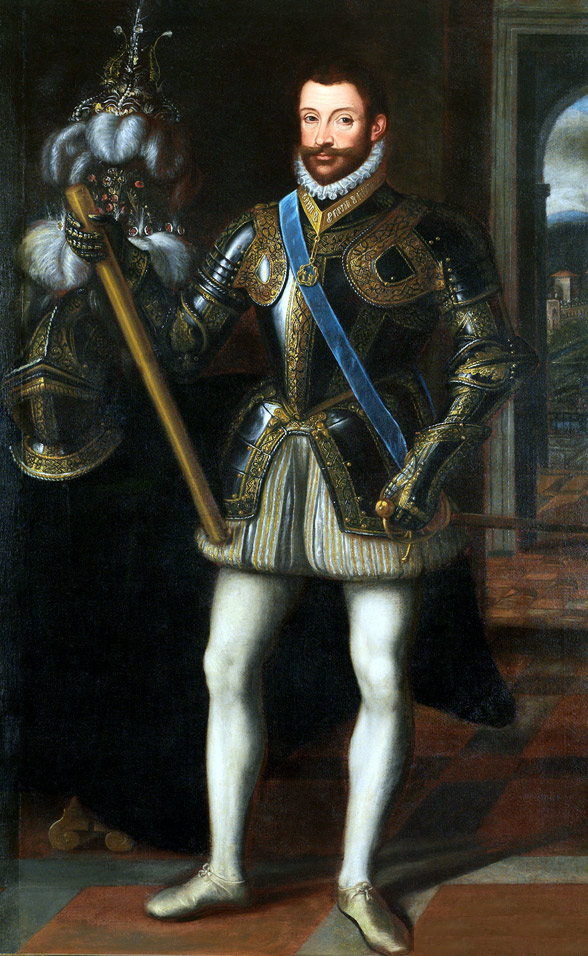
Manuel Filiberto de Saboya fue el mayor reformador del ejército de Saboya en el.

El ejército de Saboya fue establecido oficialmente en el siglo XV cuando se formó el moderno Ducado de Saboya. Durante este tiempo el ejército de Saboya se concentró con bases en Piamonte y el Valle de Aosta, donde el mantenimiento del mismo era hecho por el señorío feudal de la localidad, ganando el patrocinio de algunos regimientos, que los mantuvieron al servicio del gobierno y mientras se radicaban en el territorio. Cambios sustanciales fueron hechos por Manuel Filiberto de Saboya quien se esforzó en gran medida en reformar profundamente el ejército; lo convierte en un componente estable del estado y al mismo tiempo lo desvincula de los señores feudales locales (que también le permitieron tener un control más radical de la región de Piamonte), asegurándose su lealtad. Para este propósito se creó la "milicia campesina", oficializada el 5 de julio de 1566. El mando del ejército desde este momento pasó oficialmente a manos del Duque de Saboya, pero como no había un límite de edad o para dejar el servicio, muchos soldados se mantuvieron dejando de lado el servicio, lo que bajó la calidad del ejército. En esta época la preparación y organización era poca o ninguna, dejando mucho que desear en cuanto a experiencia de campo.

### Desde elsigloXVIIhasta elsigloXVIII

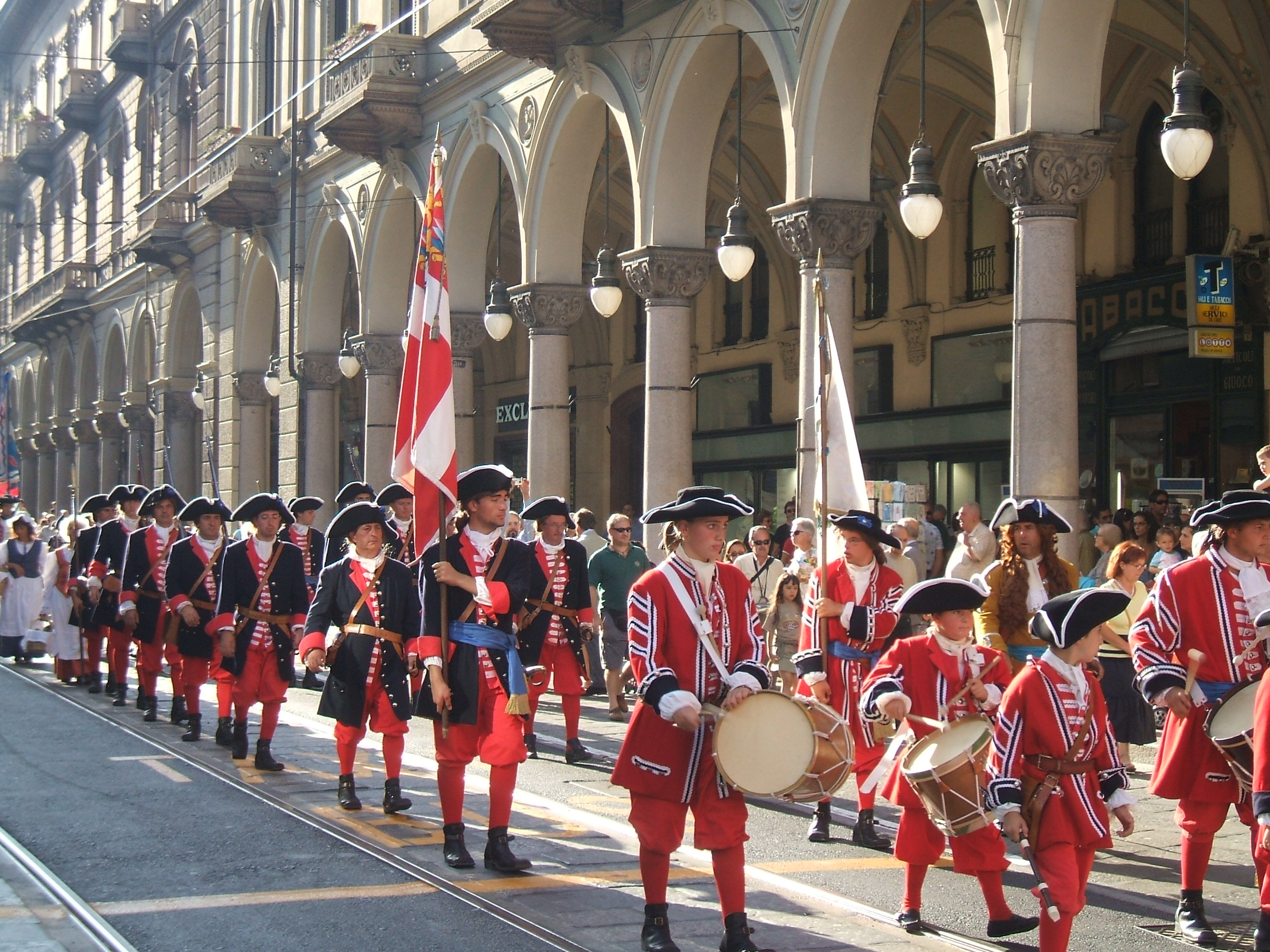
Recreación histórica de tropas piamontesas en el asedio de Turín.

Fue con el siglo XVII que el ejército piamontés tendría un renacimiento notable y estos cambios sustanciales eran obviamente por la política exterior llevada a cabo por el gobierno de Saboya y también por su nueva condición interna. Durante la primera mitad del siglo XVII, el ejército de Saboya no tenía una fuerza y organización fija, sino que varía enormemente de los períodos de paz a los de guerra y se compone esencialmente de los regimientos reclutados por los nobles eminentes en nombre del Duque, por regimientos mercenarios y regimientos religionarios, es decir, formada por los protestantes en su mayoría franceses. En 1664 hubo una primera organización mediante la creación de regimientos de "propiedad" del Duque, quienes recibieron una bandera común con las armas ducales que sustituyen a las que representaban a los comandantes de armas. Siete años más tarde, en 1671, el ejército estaba equipado con un uniforme que era de color gris claro en casi todas las reparticiones, de manera muy similar al adoptado por el ejército francés, el cual tendría frecuentes guerras contra el pequeño ejército ducal. A partir de estos años, hasta mediados del siglo XVIII el ejército piamontés era muy abierto a nuevas ideas y era constantemente modernizado, especialmente bajo el reinado de Víctor Amadeo II. Las dos reformas más importantes de esos años fueron probablemente la creación de la especialidad de los granaderos y la abolición de los piqueros ambas de las cuales ocurrieron en 1685, la segunda, sobre todo, llegó muy por delante de la mayoría de los ejércitos europeos, de hecho, los franceses y los españoles los abolirían quince años más tarde, mientras que los suecos todavía tenían un tercio de infantería armados con picas alrededor de 1720. De igual importancia, aunque más tardío, fue el Reglamento de 1709, que fue inspirado por la disciplina prusiana observado durante la Batalla de Turín y las tácticas de fuego británicas y holandesas. Este sistema se mantuvo durante toda la primera mitad del siglo XVIII, estas normas fueron seguidas por parte de todos los departamentos. A lo largo del siglo hubo una tendencia general a la expansión del ejército, si en 1691 había 12 regimientos de infantería, 3 de dragones y 2 de caballería, en 1747 había aumentado a 32 regimientos de infantería, pero la caballería seguía siendo formada por 2 regimientos, mientras que los dragones habían aumentado a 5 regimientos. En cuanto a los números, se sabe que en 1774 la cantidad total de las tropas de Saboya llegó a 100.000 unidades y fue en ese momento en que se introdujo el reglamento de la duración del servicio militar permanente. El rey mantuvo el control de las tropas apoyado por un estado mayor compuesto por ayudantes y 28  generales expertos, todos de origen aristocrático (los nobles tenían el 78% de las posiciones de las mejores armas), mientras que en los diversos grados de las armas de infantería y caballería los burgueses constituían el 20%. El resto del ejército estaba compuesto por el resto de la población.

### La evolución de principios delsigloXIX

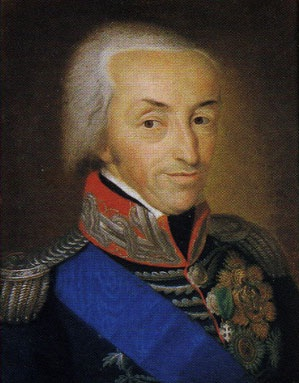
Víctor Manuel I de Saboya fundó el Real Cuerpo de Carabineros en 1814

Después del Armisticio de Cherasco del 1796 y el intento por parte del Reino de Cerdeña para oponerse a la invasión napoleónica, el ejército de Cerdeña se disolvió poco a poco y luego de sus cenizas, sus cuerpos pasaron al servicio de la República Subalpina y después al Reino de Italia de Napoleón. 
Con la restauración, Víctor Manuel I en 1815, procede a la reconstrucción del ejército piamontés organizando 10 brigadas de infantería con el apoyo de caballería, artillería e ingenieros, todo enmarcado en dos grandes cuerpos de ejército de 2 divisiones cada uno, además de una división de reserva.

### El reinado de Víctor Manuel II y la segunda guerra de independencia italiana

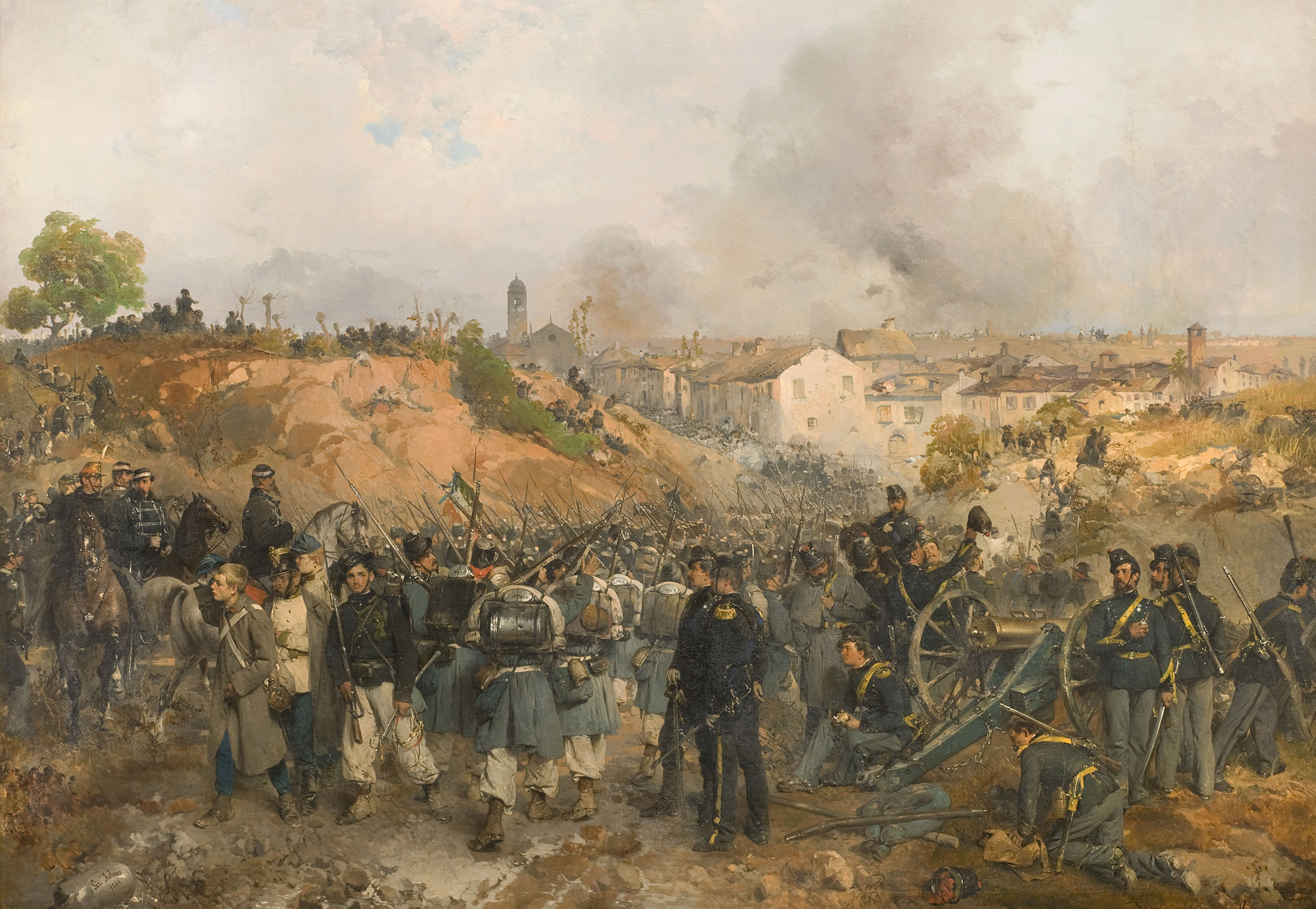
Batalla de Palestro.

Bajo el reinado de Víctor Manuel II de Saboya, el ejército de Cerdeña cambió muchos de sus aspectos, engrandeciéndose más y aumentando su propia calidad y fuerza. En 1858, justo antes de la segunda guerra italiana de la Independencia, se puso en marcha un nuevo código militar firmado por el gobernante que propuso por primera vez regular el período de servicio militar, llevándolo hasta 5 años más 6 de reserva hasta 30 años con 50 días por año de instrucción obligatoria y formación. La firma también dividió en dos las organizaciones, la de ordenanza y la provincial. La primera estaba destinado a carabineros reales, al cuerpo de suministros, a los músicos, los mosqueteros y voluntarios, mientras que la segunda se aplicó a todos los demás soldados, excepto que en esta último, se promovió suboficiales, pero fueron forzados a permanecer ocho años en las armas (a menos que el gobierno disponiese otra cosa).
Con esta reforma fueron excluidos del servicio militar los condenados a trabajos forzados, condenados a prisión o el exilio, los autores de delitos relacionados con el Código Penal, los condenados por un castigos correspondientes a tribunales extranjeros e incluso los autores de la justicia como jueces o magistrados, ni sus hijos, ni sus ayudantes, ni los hijos de ayudantes.
El ejército piamontés en este periodo alcanzó una fuerza total de cerca de 79.000 hombres de los cuales 22.000 oficiales y 56.000 hombres de tropa, además de unos 20.000 oficiales y soldados de los cuerpos voluntarios no piamonteses (tales como los cazadores de los Alpes ). Los voluntarios del ejército regular ascendieron a unos 20.000 hombres. La llamada y la asignación se realizó por sorteo y la sustitución era prevista dentro de un pago o con un pariente correspondiente. La distribución según la edad fue el siguiente: 
Los soldados más ancianos y no analfabetos, formaban de cabos y entre estos se elegían los sargentos en base al mérito.

## Organización del ejército
Los soldados del ejército sardo tenían una extracción social compuesta de 65% de campesinos, el 25% eran obreros y artesanos, mientras burgueses y aristocráticos componían en todo sólo el 10% del personal en servicio. Del punto de vista cultural el 20% era analfabeto, mientras sólo el 5% estaba dotado de una instrucción superior. En los regimientos había escuelas para que los soldados pudieran leer, escribir y calcular. De acuerdo con la normativa de 1853 sabemos que el pago medio del soldado en tiempos de paz fue de 15 centavos, que se eleva a 25 en caso de guerra, y la asignación de una ración de pan, 830g de leña en verano y 1660g  en invierno (para los suboficiales el doble), además de un subsidio a las posibles esposas de soldados y con dos raciones de pan por día. 

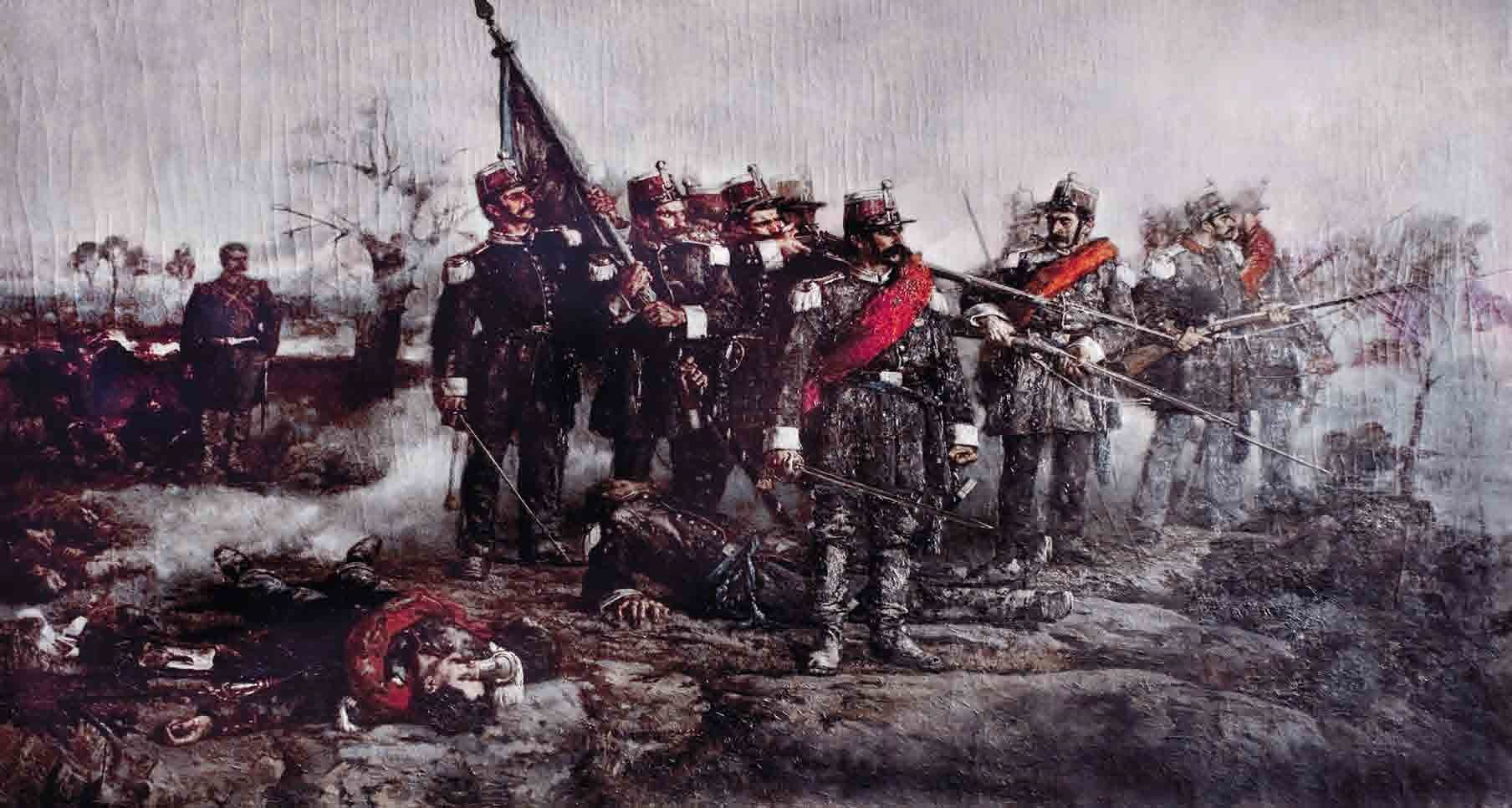
Grupo de infantería en la Batalla de Novara de 1849.

### Infantería

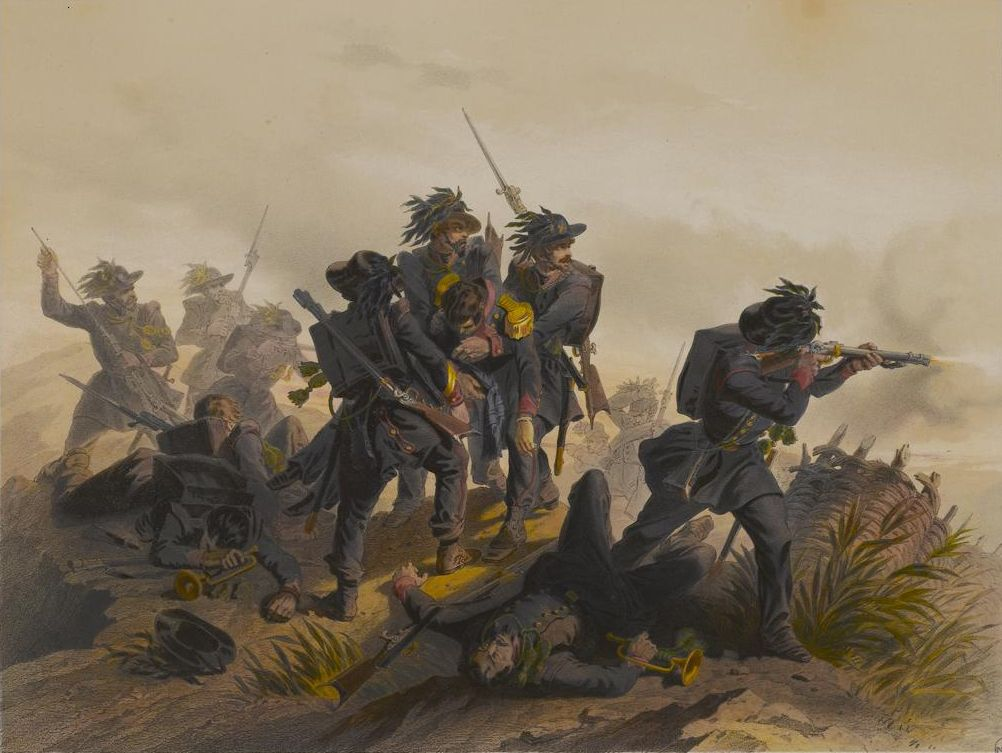
Grupo de bersaglieri, el símbolo distintivo del ejército saboyano durante el resurgimiento

La infantería constituía la base del ejército sardo y en su interior se subdividía en diversas tipologías: infantería de ordenanza nacional, legión ligera, infantería de ordenanza extranjera, infantería provincial, legión de acompañamiento, cuerpos francos y milicia territorial.

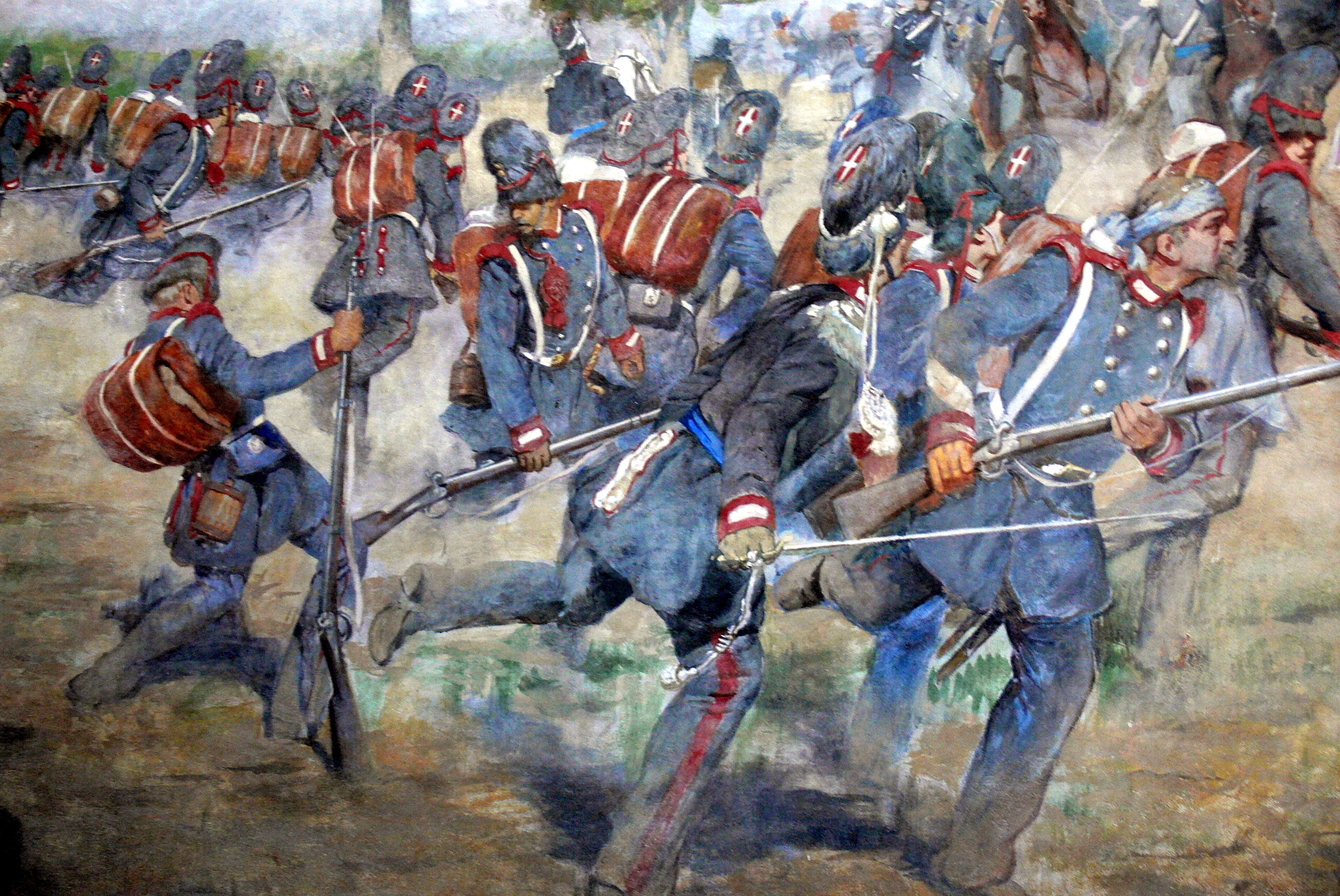
Granaderos piamonteses en la batalla de Goito (1848)

Infantería de ordenanza nacional
Fue formado por personal de a pie (fusileros y granaderos) reclutados en los territorios del ducado de Saboya y era fácil de utilizar en su territorio. En tiempos de paz su personal consistía en cerca de 20.000 unidades, pero podía ser ampliado en caso de guerra a 50.000 hombres. 

Legión real ligera
Era una fuerza especial formada en 1774 con el papel de guardia de fronteras destinada a combatir el contrabando y proteger las fronteras del estado. El cuerpo se compone principalmente de personal extranjero o no vinculado al territorio con el fin de evitar el favoritismo hacia la población local. El número total de hombres en el servicio en su punto más alto en este cuerpo era de 2.100. Al dar paso al Regio Ejército italiano, el cuerpo deviene en la actual Guardia de Finanza.
Infantería de ordenanza extranjera
Estaba compuesta de voluntarios procedentes de regiones o estados colindantes con los dominios de los Saboya (se contaban franceses, suizos, alemanes, sicilianos, lombardos). La organización total estaba compuesta por cerca de 1.270 hombres.
Infantería provincial
Establecida a principios del siglo XVIII, este era un cuerpo prefijado de 20 años y estaba compuesto de personal no profesional. En el 1792 el contingente estaba compuesto de 20.774 hombres.
Cuerpos francos
Estos cuerpos eran comunes en muchos ejércitos en el siglo XVIII como en el prusiano o el imperial, muchos tomaron su nombre del comandante que los mantenía poniéndolos al servicio del Estado.
Milicia territorial
Era el cuerpo de los voluntarios reclutados con base parroquial o municipal que operaba principalmente en las regiones montañosas y los Alpes o para la vigilancia de los pequeños pueblos y campos en las llanuras y zonas montañosas. El cuerpo también llevaba a cabo el reconocimiento y exploración para el ejército regular.

Para mejorar la calidad operativa del cuerpo de infantería, el Piamonte predispuso un sistema de formación con campos de instrucciones que se inspiraron en los sistemas de los ejércitos de Francia y Alemania. El principal de estos campos de entrenamiento se encuentra en el municipio Briga Alta y estaba comandado de un General Inspector.

### Caballería

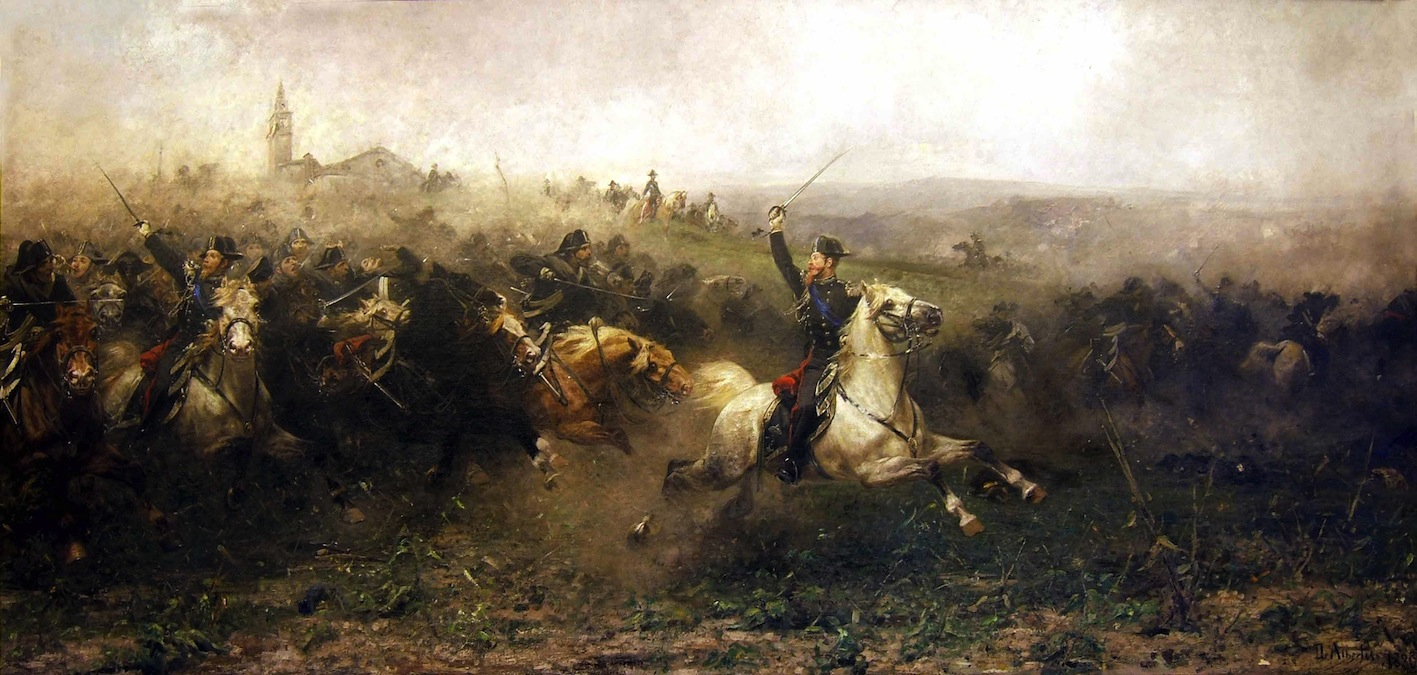
Carga de los carabinieri en la batalla de pastrengo en 1848.

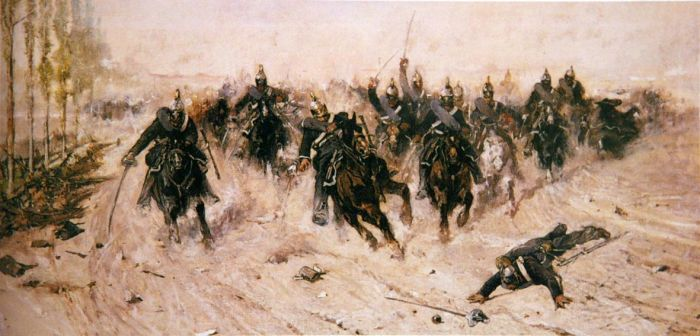
Carga del regimiento de caballería Piemonte Reale en la batalla de Sforzesca (1849).

La caballería sarda, muy apreciada por su valor en combate, compuesta enteramente de extracción nacional. Se distinguió durante la guerra de sucesión española, la fuerza media disponible era de 2.420 jinetes en tiempo de paz que podía ser doblado en periodo de guerra. La caballería sarda incluía 3 cuerpos de guardias  al servicio del soberano (120 en tiempo de paz y 260 en tiempo de guerra) más 6 regimientos regulares entre los que podemos mencionar el  "Piemonte real" y el "Caballería de Saboya" que  perduraron también durante el Reino de Italia y luego en la República Italiana.
El 19 de marzo de 1852 se aplicó a una reorganización general de la caballería, que culminó con el siguiente formato:
- 4 regimientos de caballería de línea (Niza, Piamonte Real, Saboya, Génova)
- 1 escuadrón de guías
- 5 regimientos de caballería ligera (Novara, Aosta, Saluzzo, Monferrato, Alejandría).

Cada regimiento tenía un estado mayor, 4-6 escuadrones activos y 1 de reserva; cada escuadrón estaba constituido de 5 oficiales, 6 suboficiales, 2 trompetistas, 2 herreros, 1 guarnicionero, 130 soldados y 100 caballos.

### Artillería

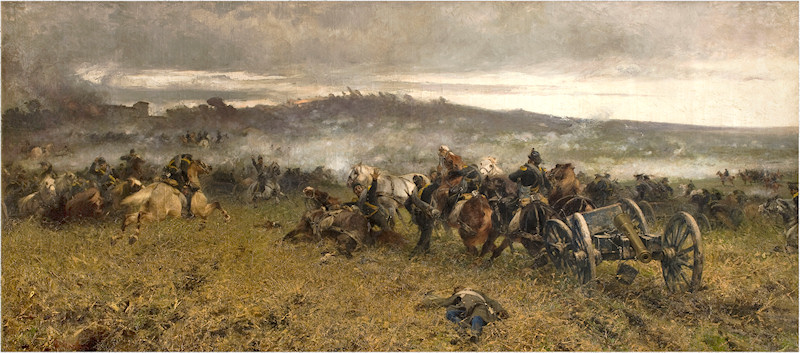
Artillería sarda en la batalla de San Martino (1859)

La artillería sarda era muy similar a la francesa, organizada en brigadas y equipadas cada una de 4/6 piezas.La artillería estaba dividida internamente en artillería de campaña y de montaña, así como las baterías (morteros y obuses). Gran parte del personal de artillería se reclutaba en la provincia de Biella en la que encontraban también las industrias productoras de las armas mismas. En batalla la artillería fue asignada a la infantería en cinco piezas por brigada, mientras que en la caballería estaban destinadas 4 para cada brigada.

### Ingenieros
El regimiento de zapadores con sede en Casale Monferrato, estaba constituido de 2 batallones, cada uno formado de 5 compañías, cada una de las cuales comprendía: 4 oficiales, 6 suboficiales, 2 trompetas, y 88 hombres.
Las compañías fueron asignados de distintas formas a las divisiones y estaban equipados con diferentes materiales de trabajo, como telégrafos, etc. 

## El armamento
Los soldados de infantería estaban armados principalmente con fusiles con bayonetas además de una daga. Los oficiales no disponían de armas de fuego, sólo portaban arma blanca. Los grandes cambios en términos de armamento se produjeron a partir de 1773, cuando la reducción de la longitud del fusil mod.52 que aseguró a la infantería sarda más poder fuego que todos los demás ejércitos de la península italiana.
Los nuevos modelos de fusiles aparecieron en 1844 con un primer intento de realizar armas de percusión. La sustitución dentro del ejército de la llave de chispa fue completada solo en 1859.
Las carabinas eran en prevalencia distribuidas a los bersaglieri, pero era también el arma distintiva del cuerpo de los carabinieri.
La caballería, desde el siglo XVIII, apareció armada con carabinas que tenían una precisión significativamente corta a distancia.  Los caballos utilizados eran esencialmente de color castaño importados de Alemania y sus edades de servicio eran entre los 4 y los 6 años (de estos 1/6 eran hembras). A partir del siglo XIX, cuando se introdujo el cuerpo de carabineros, se convirtieron en el cuerpo esencial de caballería que se distinguió en la primera guerra de Independencia italiana con grandes cargas a espada desenvainada. Se diferenciaban notablemente de los dragones que disponían en cambio de fusiles largos con bayoneta solo conservando el uso del sable como tradición.
El cañón típico de la artillería del ejército sardo era el sacre de retrocarga mod.704, utilizado regularmente hasta 1848. La artillería pesada se distingue por los cañones largos (culebrinas de 8-16-32 libras) para controlar incluso a largas distancias, los lugares esenciales como pasos de montaña.

## El personal

### Suboficiales
Los suboficiales del ejército sardo ascendían, en prevalencia, de soldados de ordenanza según sus méritos y las capacidades. Una parte de ellos venía preparados de las diversas escuelas regimentales, mientras la otra parte venían enviados de los colegios especializados previstos para su rama. Los suboficiales que provenían por deserción del ejército austríaco (sobre todo durante la primera y la segunda guerra de independencia italiana), eran aceptados con el mismo grado y los soldados de más edad eran promovidos a suboficiales.

### Oficiales
La ley sobre el estatuto de los oficiales aprobada el 25 de mayo de 1852 fue refrendada por Victo Manuel II. En aquella época el 20% de los oficiales era de extracción aristocrática y eran asignados a la artillería, a la caballería, a los carabinieri y a las fuerzas de ingenieros, mientras el restante 10% estaba destinado a la infantería. Los procedentes de la capa burguésa, en cambio, constituían el 30% de los oficiales en actividades en los varios cuerpos y un tercio de los sitios de subteniente estaba reservado a unos cuantos  que provenían de los grados de suboficiales. Al igual que para los suboficiales, también los oficiales que provenían de deserción del ejército austríaco (sobre todo durante la primera y la segunda guerra de independencia italiana), venían aceptados con el mismo grado.

## Grados
| Distintivo |                     |                  |               |
| Grado      | General de ejército | Teniente general | Mayor general |

### Oficiales superiores
| Distintivo |         |                  |       |
| Grado      | Coronel | Teniente coronel | Mayor |

### Oficiales inferiores
| Distintivo |         |          |             |
| Grado      | Capitán | Teniente | Subteniente |

### Sargentos y tropa
| Distintivo |                |          |            |      |
| Grado      | Sargento mayor | Sargento | Cabo mayor | Cabo |

## Cultura y estudios
Las instituciones de formación para militares de la armada sarda eran los siguientes:
- Real Academia Militar, era la base de toda la instrucción militar con cursos de la duración de tres años a los cuales venían admitidos jóvenes que tenían ya cumplido los 15 años de edades, católicos y equipados previsto a sus gastos. Para ser admitido, además, los aspirantes debían tener una altura mínima de 1,56 m.
- Escuela complementaria de artillería e ingenieros, constituida de 2 años complementarios a la academia
- Escuela Complementaria de infantería, para los oficiales y suboficiales, que incluyó dos años de estudio y perfeccionamiento, el segundo de los cuales podría también llevará a cabo en la Escuela de Caballería
- Escuela complementaria de caballería para oficiales y suboficiales, que preveía 2 años de cursos y perfeccionamiento, acogiendo normalmente jóvenes de los 19 a los 20 años. Estaban admitidos todos los subtenientes de primera promoción, todos los tenientes en promoción y 80 suboficiales para cada curso.
- Escuela para oficiales de los bersaglieri, se estableció en 1852 en Génova en la localidad Le Cave.
- Escuela de Estado Mayor de Turín, para oficiales, se enseñan cursos para lo moral, cultural y físico. Los cursos tuvieron una duración de 6 meses con exámenes finales de idiomas, matemáticas, diseño topográfico y diseño de fortificaciones.